# Dipsastraea rosaria
Dipsastraea rosaria is een rifkoralensoort uit de familie Merulinidae. De wetenschappelijke naam van de soort is, als Favia rosaria, voor het eerst geldig gepubliceerd in 2002 door John Edward Norwood Veron.